# سبورتس إليسترايتد
سبورتس إليسترايتد (سي أي) هي مجلة رياضية أمريكية مملوكة لشركة ميريديث. نشرت لأول مرة في أغسطس 1954، وتضم أكثر من 3 ملايين مشترك، ويقرأها 23 مليون شخص كل أسبوع، بما في ذلك أكثر من 18 مليون رجل.
كانت أول مجلة توزع أكثر من مليون شخص على جائزة مجلة الوطنية للتميز العام مرتين. كما أنها معروفة بإصدارها السنوي من ملابس السباحة، والذي تم نشره منذ عام 1964، وقد أنتج أعمالًا ومنتجات تكميلية أخرى.

## روابط خارجية
- الموقع الرسمي